# Somogycsicsó
Somogycsicsó is een plaats (község) en gemeente in het Hongaarse comitaat Somogy. Somogycsicsó telt 230 inwoners (2001).